# Radiostacja R-102
Radiostacja R-102 – krótkofalowa, nadawczo-odbiorcza radiostacja średniej mocy, na dwóch samochodach Star-660, eksploatowana w Wojsku Polskim do 1990 roku.
Była sprzętem wyprodukowanym po wojnie w ZSRR produkowanym na potrzeby jednostek wojsk łączności Układu warszawskiego, przez przemysł węgierski.
Wersje radiostacji:

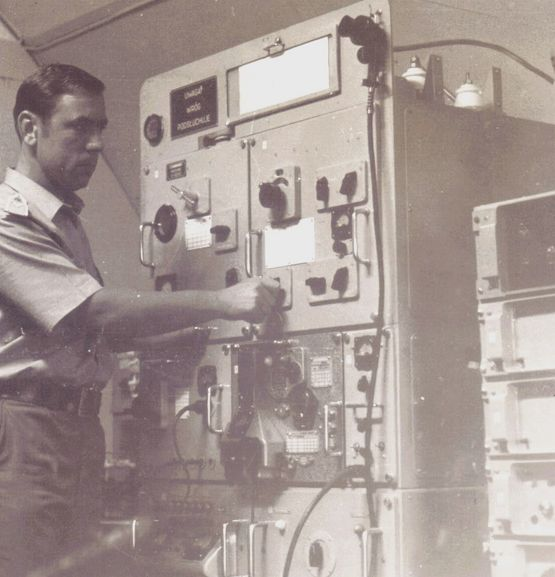
Nadajnik radiostacji R-102

- R-102M – wersja na 2 samochodach Star 660 (lub Ził-157)(w drewnianym nadwoziu),
- R-102MZ – wersja na 2 samochodach Star-660 (w nadwoziu blaszanym),
- R-102RR2 – wersja jak R-102MZ z dodatkowym wyposażeniem specjalnym,
- R-102K – wersja jak R-102MZ z urządzeniami do transmisji danych.

## Przeznaczenie
Radiostacja przeznaczona była do utrzymywania łączności fonicznej lub telegraficznej (ręcznej i dalekopisowej) do 1000 km.
W latach 70.-80. głównym ich przeznaczeniem w wojskach operacyjnych, było zabezpieczenie łączności telegraficznej-utajnionej w kierunkach radiowych pomiędzy frontem a armiami.
Wersja R-102RR2 przeznaczona była do łączności z agentami znajdującymi się na tyłach przeciwnika, wyposażonych w radiostacje R-350M.
W późniejszym okresie gdy wzrosło nasycenie jednostek łączności nowocześniejszymi radiostacjami R-140, w ramach tworzonego zautomatyzowanego systemu zaopatrywania wojsk najmłodsze z nich zostały zmodernizowane na radiostacje R-102K. Między innymi razem z dywizyjnymi aparatowniami ADK-11 tworzyły one system wymiany informacji kwatermistrzostwa Wojska Polskiego.

## Ukompletowanie
Radiostacja R-102 składała się z samochodu odbiorczego i samochodu nadawczego.
Wersja R-102MZ:
- wóz odbiorczy na samochodzie
  - odbiornik zasadniczy AMUR-2
  - odbiornik dodatkowy R-311
  - pulpit wozu odbiorczego
  - w nim panel manipulatorów akustycznych
  - radiostacja R-105D
  - wzmacniacz mocy UM (do R-105)
  - przystawka zdalnego sterowania PZS
  - radiowy pulpit telegraficzny RPT
  - dalekopis taśmowy DALIBOR-302 (później zamieniony na arkuszowy T-51)
  - zespół spalinowo-elektryczny PAB-2-1/230 – 2 szt. (W wersji R-102M rosyjskie zespoły AB 2/230)
  - maszt składany 12 m – 2 szt.
- wóz nadawczy na samochodzie
  - nadajnik radiostacji
  - pulpit nadajnika
  - w nim panel odbiorczy manipulatorów akustycznych
  - odbiornik dodatkowy R-311
  - radiostacja R-105D
  - wzmacniacz mocy UM (do R-105)
  - zespół spalinowo-elektryczny PAB-4-3/400 – 2 szt. (w wersji R-102M rosyjskie zespoły AB-4/230)
  - maszt składany 12 m – 3 szt.

W wersji R-102M odbiornikiem podstawowym wozu odbiorczego radiostacji był odbiornik radiowy MOLIBDEN, znany w ZSRR pod sybolem R-154-2M. Jego zakres częstotliwości był szerszy od odbiornika AMUR-2, bo dochodził do 12 MHz.
Wersja R-102K – w wozie odbiorczym dodatkowo zamontowano:
- urządzenie transmisji danych UTD-3CT (z blokiem utajniającym)
- dziurkarka taśmy DT-105S
- czytnik taśmy perforowanej CT-1200
- dalekopis arkuszowy T-63 SU-13 (zamiast DALIBORA-302)

## Dane techniczno-taktyczne

### Zakres częstotliwości
- nadajnika: 1–8 MHz
- odbiornika AMUR-2 1–8 MHz
- odbiornika R-311 1–15 MHz

Źródłem sygnału nadajnika był wzbudnik WD-11. Częstotliwość wzbudnika ustawiana była przełącznikami generatorów kwarcowych według specjalnej tabeli strojenia. Stabilność częstotliwości nadajnika była rzędu 1 × 10−6 Hz/Hz.

### Sterowanie nadajnika
- po 5 parowym kablu manipulacyjnym
- w kanałach radiostacji R-105D poprzez dwukanałowy manipulator akustyczny
- poprzez inne środki (aparatownie zdalnego sterowania -AZS) nie dotyczy R-102M

Sterowanie wozu nadawczego, jak i współpraca z innymi elementami węzła łączności odbywała się za pośrednictwem pięcioparowych kabli manipulacyjnych typu TTWK 5x2. Charakterystycznym dla sprzętu starego parku, jak i dla R-102 był sposób wykorzystania poszczególnych par kabl. ogólnie można go nazwać sterownie niesymetryczne. Odbywało się ono po odpowiednich żyłach względem pary 4 kabla stanowiącej wspólną „ziemię”.
W rosyjskiej wersji R-102M zastosowano „kombinacyjne” wykorzystanie poszczególnych przewodów kabla TTWK co uniemożliwiało zdalne sterowanie przez aparatownie AZS

### Źródła sterowania
- klucz telegraficzny z wozu odbiorczego
- kluczem telegraficznym lub z mikrofonu z wozu nadawczego (kontrola lub praca awaryjna)
- praca z mikrofonu z wozu odbiorczego lub z zewnętrznej aparatowni
- praca dalekopisem z wozu odbiorczego lub z zewnętrznej aparatowni (przez RPT)
- praca z zewnętrznej telegraficznej aparatowni utajniającej i kluczem z wozu odbiorczego

### Moc nadajnika
- emisje telegraficzne 800 W (manipulacja amplitudy i częstotliwości)
- praca telefoniczna do 500 W (modulacja amplitudy)
- pobór mocy do 3 kW

### Emisje
- manipulacja amplitudy A1
- manipulacje częstotliwości F1-125, 250 i 500 Hz
- dwukanałowa manipulacja częstotliwości F6–250 Hz
- modulacja amplitudy A3 (dwuwstęgowa)

### Anteny radiostacji
- nadawcze:
  - antena prętowa 4 m
  - antena prętowa 10 m
  - antena dipol symetryczny 2 × 20 m (na masztach 12 m)
- odbiorcze:
  - antena prętowa 4 m
  - dipol symetryczny 2 × 20 m (na masztach 12 m)
  - skośny promień
  - antena fali bieżącej 150 m na podporach

Wóz nadawczy i odbiorczy posiadały jeszcze maszt 10 m do anteny prętowej radiostacji R-105.